# Casablanca-Settat
Casablanca-Settat (in arabo: الدار البيضاء - سطات, in berbero: ⵜⴰⵏⴱⴰⴹⵜ ⵏ ⴰⵏⴼⴰ - ⴰⵥⵟⵟⴰⴹ ⵅⵏⵉⴼⵔⴰ) è una delle dodici regioni del Marocco in vigore dal 2015.
La regione comprende le prefetture e province di:
- prefettura di Casablanca
- prefettura di Mohammedia
- provincia di Benslimane
- provincia di Berrechid
- provincia di El Jadida
- provincia di Mediouna
- provincia di Nouaceur
- provincia di Settat
- provincia di Sidi Bennour